# Nunes (Vinhais)
Nunes ist ein Ort und eine ehemalige Gemeinde (Freguesia) im portugiesischen Kreis Vinhais. Die Gemeinde hatte 134 Einwohner (Stand 30. Juni 2011).
Am 29. September 2013 wurden die Gemeinden Nunes und Ousilhão zur neuen Gemeinde União das Freguesias de Nunes e Ousilhão zusammengeschlossen. Nunes ist Sitz dieser neu gebildeten Gemeinde.